# Macrobiotus occidantalus
Macrobiotus occidantalus är en djurart som tillhör fylumet trögkrypare, och som beskrevs av J.Murray 1910. Macrobiotus occidantalus ingår i släktet Macrobiotus, och familjen Macrobiotidae. Arten är reproducerande i Sverige.